# Paul Cheyrouze
Paul Cheyrouze est un sportif français, né à Rodez (Aveyron) le 24 septembre 1939.

## Biographie

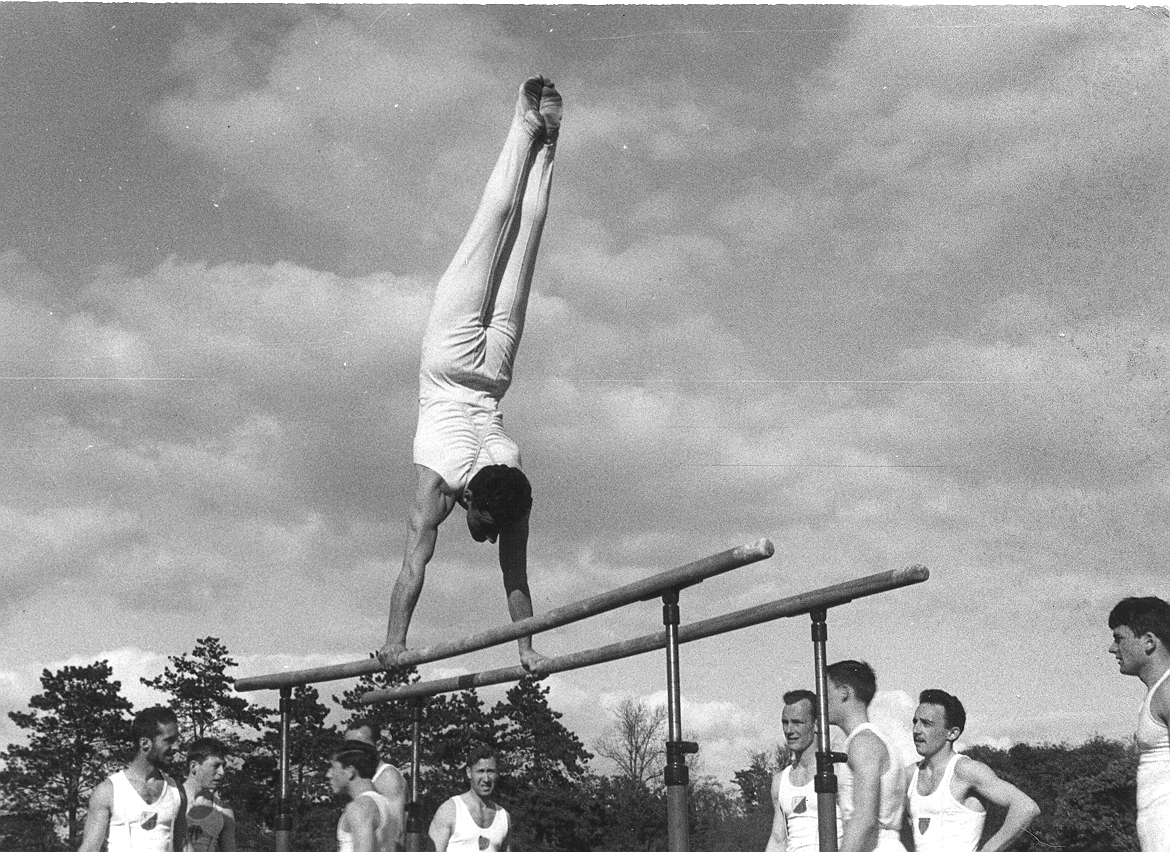
Paul Cheyrouze aux barres parallèles.

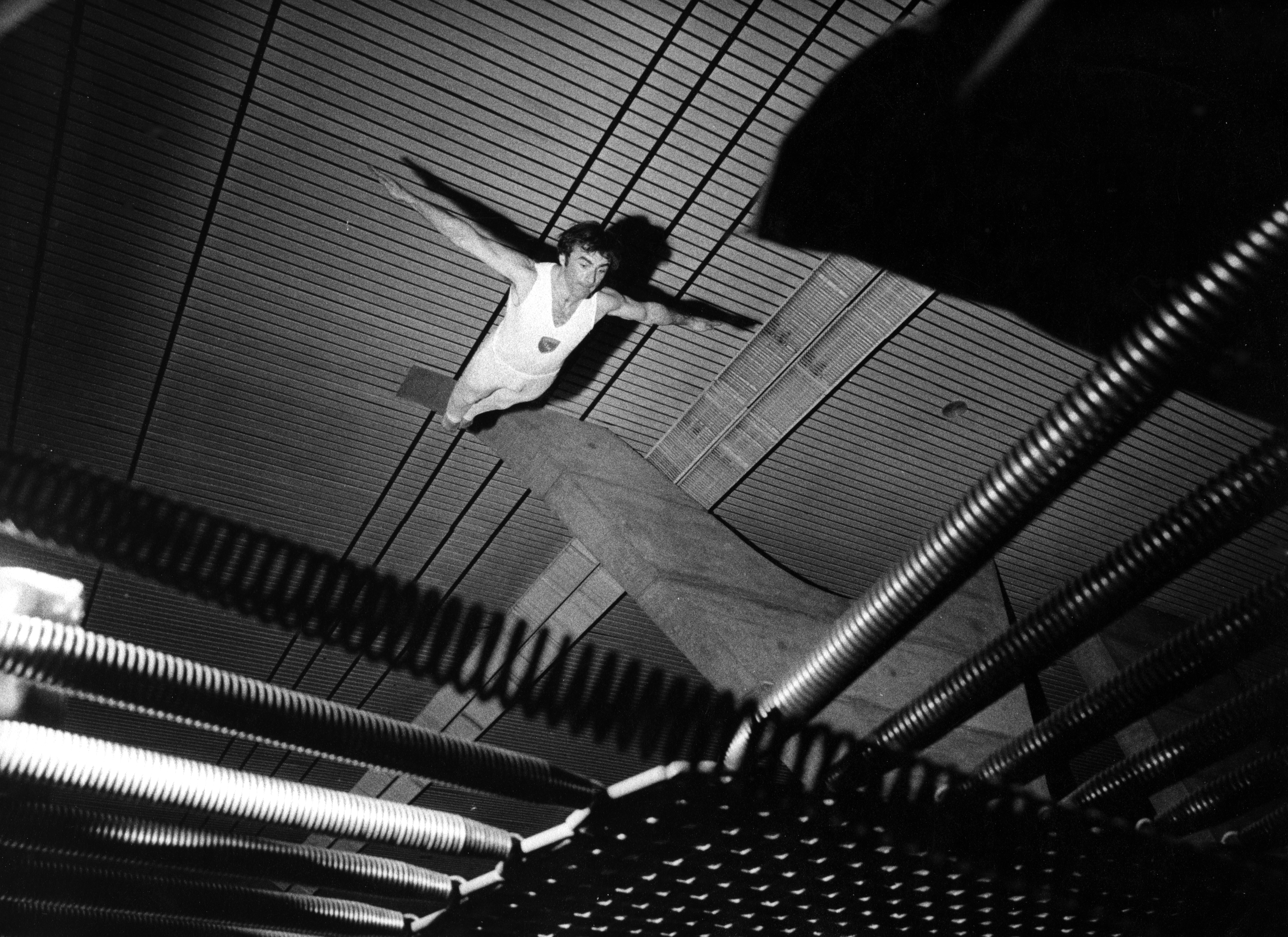
Paul Cheyrouze au trampoline.

Engagé volontaire parachutiste durant la guerre d'Algérie, il rentre en France en 1961 et achète un trampoline pour le club de plage qu'il dirige à Pentrez, en Bretagne. Il en fait acquérir un autre par l'école Sainte-Marie de Monceau à Paris où il est professeur d'éducation physique et où il crée un club. Rapidement attirés par ce nouveau sport acrobatique, une cinquantaine de jeunes rejoignent le club, alors que la fédération n'existe pas encore.
Il rencontre Bernard Ammon qui met progressivement en place la Fédération française de trampoline et de sports acrobatiques (FFTSA). Grâce à Pierre Blois, ces jeunes gymnastes peuvent désormais s'entraîner à l'institut national du sport, de l'expertise et de la performance (INSEP) qui possède aussi quelques trampolines.
Le 19 juin 1966, à Pantin, il remporte les premiers championnats de France de trampoline. 
Il est de nouveau champion de France en 1968.

### Palmarès
- champion FSCF senior de gymnastique de la Fédération sportive de France (FSF) en 1964[1] ;
- champion de France FFTSA de trampoline en 1966 et 1968[2].

### Distinctions et récompenses
- médaille militaire[3] ;
- croix de la Valeur militaire avec deux étoiles de bronze ;
- croix du combattant volontaire ;
- croix du combattant ;
- médaille de reconnaissance de la Nation ;
- médaille commémorative des opérations de sécurité et de maintien de l'ordre en Afrique du Nord ;
- médaille d'argent de la jeunesse et des sports ;
- Palmes d'argent du bénévolat, promotion 2014.

## Œuvres

### Mémoires
- 2020 : Parachutiste,  (ISBN 979-8642324769)

## Anecdotes
Au milieu des années 1980, il retrouve le trampoline à l'occasion d'un tournage pour un spot publicitaire du Club Méditerranée.